# Maximilian Ferdinand von Toerring-Seefeld
Maximilian Ferdinand von Toerring-Seefeld (* 13. Februar 1632; † 25. September 1683 in Wien) war ein bayerischer Adeliger aus der Familie der Toerring.
Von Toerring-Seefeld schloss 1647 seine Gymnasialstudien am Jesuitengymnasium München (heute Wilhelmsgymnasium München) ab, und studierte dann in Salzburg und ab 1751 in Ingolstadt.
Im Februar 1667 heiratet er Anna Maria Caterina Marchesa di San Germano Franca San Martino d'Aglié, eine Hofdame mit einer engen Beziehung zu Kurfürstin Henriette Adelaide – beide stammen aus dem Piemont. Aus der Ehe gehen 9 Kinder hervor.
Unter Kurfürst Ferdinand Maria wurde er 1671 Hofratspräsident, 1674 Obristhofmeister und 1677 Wirklicher Geheimer Rat.
Mit der Regierungsübernahme durch Max Emanuel 1680 wird Töerring-Seefeld als Obristkämmerer zu einem engen Vertrauten und Begleiter. Am 21. September 1683, 9 Tage nach dem erfolgreichen Entsatz von Wien in der Zweiten Türkenbelagerung, fühlt er sich unpässlich und stirbt kurz darauf nach einem im Alter von 51 Jahren. Begraben wurde er in der Familiengruft in St. Peter und Paul (Oberalting).